# Macarena Aguilar
Macarena Aguilar Díaz (Bolaños de Calatrava, 1985. március 12. –) spanyol válogatott kézilabdázó, irányító.

## Pályafutása
Aguilar a BM Sagunto-nál kezdett kézilabdázni, amely csapattal spanyol bajnok és kupagyőztes lett. 2009-ben szerződött az SD Itxako csapatához, amellyel újabb bajnoki címeket nyert, illetve 2011-ben bejutottak a Bajnokok ligája döntőjébe. 2012-ben igazolt Dániába, a Randers HK-hoz. 2014-ben a Bajnokok ligája címvédő Győri Audi ETO KC-hoz igazolt egy szezonra Görbicz Anita pótlására, aki gyermeke születése miatt az idény nagy részét kihagyta. A szezon után az orosz Rosztov-Don csapatához igazolt, amelyet már szeptemberben elhagyott és a Siófok KC-hoz csatlakozott. Egy kevésbé sikerült szezon után a német bajnok Thüringer HC-hoz igazolt. Ezzel a csapattal előbb bajnoki ezüstérmes lett, majd 2018-ban bajnoki címet ünnepelhetett.
A spanyol válogatottnak is meghatározó tagja, részese volt a 2008-as és 2014-es Európa-bajnokságon döntőbe jutó csapatnak, valamint a 2011-es világbajnokságon és a 2012-es olimpián bronzérmes csapatnak. Pályára lépett a 2016-os rioi olimpián negyeddöntőig jutó spanyol válogatottban.

## Sikerei
- Spanyol bajnokság győztese: 2005, 2010, 2011, 2012
- Spanyol kupa győztes: 2008, 2010, 2011, 2012
- Német bajnokság győztese: 2018
- Magyar kupa győztes: 2015
- Olimpia bronzérmes: 2012
- Világbajnokság bronzérmes: 2011
- Európa-bajnokság ezüstérmes: 2008, 2014